# 12.º Regimento de Caçadores da África
O 12º Regimento de Caçadores da África (em francês:  12e régiment de chasseurs d'Afrique, 12º RCA) é um regimento de cavalaria do Exército Francês, criado em 1º de setembro de 1941 com o nome inicial de 12º Grupo Autônomo de Caçadores da África (12º GACA) e dissolvido em 1963.
Desde 2019, o centro de formação inicial de militares graduados (CFIM) da 2ª Brigada Blindada, em Bitche, assumiu a herança e o nome do 12º RCA e passou a ser CFIM da 2ª Brigada Blindada - 12º regimento de Caçadores da África (em francês:  CFIM de la 2e brigade blindée - 12e régiment de chasseurs d'Afrique, CFIM da 2ª BB - 12º RCA).

## Criação e nomes diferentes
- 1941: Fevereiro, formação de um grupo de esquadrões autônomas para o 1º RCA
- 1941: Julho, tonar-se o 12º Grupo Autônomo de Caçadores da África (12º GACA).
- 1943: 15 de fevereiro, torna-se o 12º Regimento de Caçadores da África (12º RCA).
- 1963: Dissolução.
- 2010: O esquadrão de reconhecimento e investigação nº 2 (EEI 2) da 2ª Brigada Blindada anexada ao 12º Regimento de Couraceiros retoma as tradições do 12º RCA.
- 2015: O EEI 2 torna-se o esquadrão de reconhecimento e intervenção 12 (ERI 12) e mantém as tradições do 12º RCA.[2]
- 2019: centro de formação inicial de suboficiais da 2ª Brigada Blindada - 12º Regimento de Caçadores da África.

## Sucessivos comandantes
| Nº | Nome                       | Mandato     |
| -- | -------------------------- | ----------- |
| 1  | Coronel Girot de Langlade  | 1941 - 1944 |
| 2  | Tenente-Coronel Minjonnet  | 1944 - 1945 |
| 3  | Chefe de esquadrão Gribius | 1945 - 1946 |
| 4  | Tenente-Coronel Minjonnet  | 1946 - 1946 |
| 5  | Tenente-Coronel Marrion    | 1946 - 1946 |
| 6  | Coronel Barrou             | 1946 - 1951 |
| 7  | Coronel de Fürst           | 1951 - 1953 |
| 8  | Tenente-Coronel Beaumont   | 1953 - 1955 |
| 9  | Coronel Huot               | 1955 - 1958 |
| 10 | Tenente-Coronel du Chéné   | 1958 - 1960 |
| 11 | Tenente-Coronel Blacas     | 1960 - 1961 |
| 12 | Tenente-Coronel Barras     | 1961 - 1962 |
| 13 | Tenente-Coronel Marsauche  | 1963 - 1963 |
| 14 | Tenente-Coronel Verlaet    | 2019 - 2021 |
| 15 | Tenente Coronel Kieffer    | 2021 - 2023 |

## História operacional

### Do Senegal à Tunísia

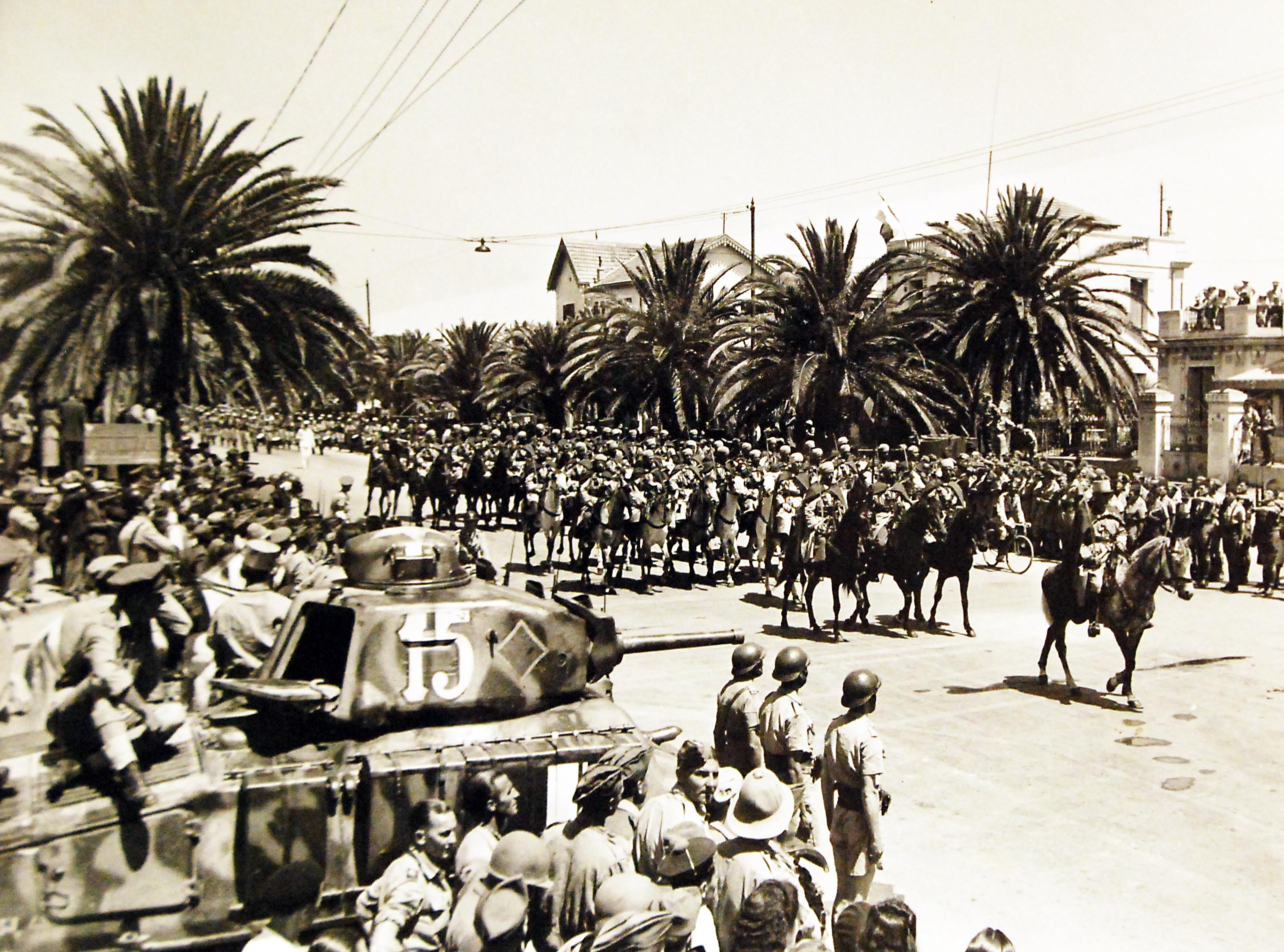
O 12ª RCA e seus SOMUA S35 em formatura enquanto spahis desfilam em Túnis em 20 de maio de 1943.

O 12º Grupo Autônomo de Caçadores da África foi formado para reforçar a África Ocidental Francesa (AOF), leal ao regime de Vichy e ameaçada pelas Forças Francesas Livres. Após a Batalha de Dacar, em setembro de 1940, os alemães autorizaram o envio de tanques SOMUA S35, os mais modernos então disponíveis. Para o exército do armistício, estes tanques foram uma oportunidade para desenvolver uma nova unidade blindada longe dos olhos alemães.
Uma unidade começou a ser formada no Marrocos sob o nome de Grupo de Esquadrão de Carros e Motocicletas da AOF em fevereiro de 1941 e, a partir de março de 1941, o Grupo de Esquadrão Autônomo do 1º RCA. O 12º GACA foi criado em 1º de setembro de 1941, sendo composto por um pelotão de comando e dois esquadrões, um esquadrão de motocicletas e um esquadrão de 23 carros S35; permanecendo no Senegal até retornar a Orã em 21 de janeiro de 1943.
Em 15 de fevereiro de 1943, o 12º GACA tornou-se oficialmente o 12º Regimento de Caçadores da África (12º RCA). A 2ª Esquadra participou no final da campanha da Tunísia em maio de 1943 com os seus SOMUA S35.

### O regimento com a Divisão Leclerc

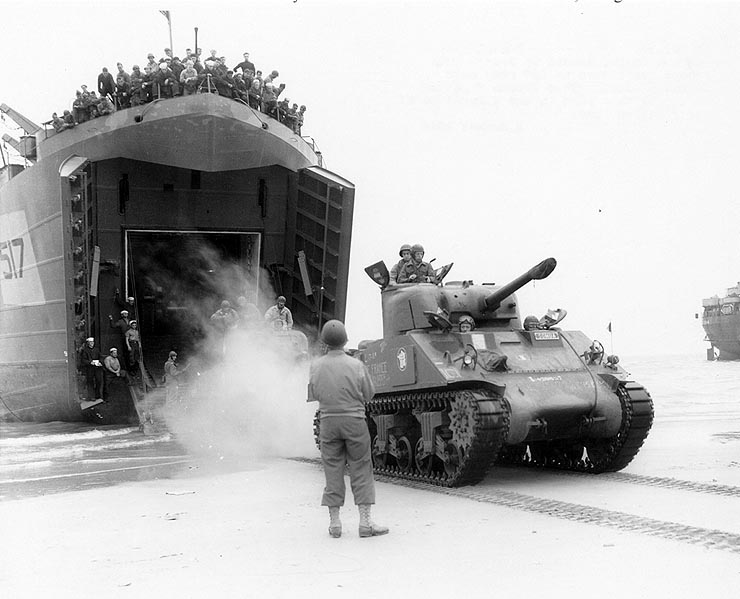
Um tanque Sherman M4 do 12º Regimento de Caçadores da África (12º RCA) saindo de um LST em uma praia na Normandia.

No verão de 1943, o 1regimento juntou-se à 2ª Divisão Francesa Livre do General Leclerc. Em setembro de 1943, dividiu-se para reformar o 12º Regimento de Couraceiros (em francês:  12e régiment de cuirassiers, 12º RC). O 12º RCA, o 12º Cuirassiers e o novo 501º Regimento de Carros de Combate são os três regimentos de tanques da 2ª Divisão Blindada. Concluída a sua reorganização em 1944, o 12º RCA é modelado a partir de um regimento de tanques médios americano:
- Esquadrão fora da classificação
  - Pelotão de comando (jipes, Dodge 6×6 e motocicletas)
  - Pelotão de transmissões (jipes, Dodge 4x4 e meias-lagartas)
  - Pelotão de recuperação (três TRVs M31, três caminhões GMC 2,5t, dois Ward LaFrances e jipes)
  - Pelotões logísticos (jipes e GMC)
  - Pelotão médico (jipes, ambulâncias Dodge 4×4 e meias-lagartas médicos)
- Esquadrão de Estado-Maior
  - Pelotão de tanques leves (três tanques M3A3 Stuart)
  - Pelotão de tanques médios (três tanques M4A2 Sherman)
  - Pelotão de apoio (três obuseiros AP M4A3 com canhão de 105mm)
  - Pelotão de morteiros (quatro meias-lagartas e três morteiros de 81mm)
  - Pelotão anticarro (dois canhões de 57mm e seus tratores Dodge 6×6)
- 1º, 2º, 3º e 4º Esquadrões de combate
  - Pelotão de comando (dois tanques médios M4A2, um tanque M4A3 com canhão de 105mm, grupo de transmissão, grupo de recuperação, caminhões)
  - 1º pelotão de combate (cinco tanques médios M4A2)
  - 2º pelotão de combate (cinco tanques médios M4A2)
  - 3º pelotão de combate (cinco tanques médios M4A2)

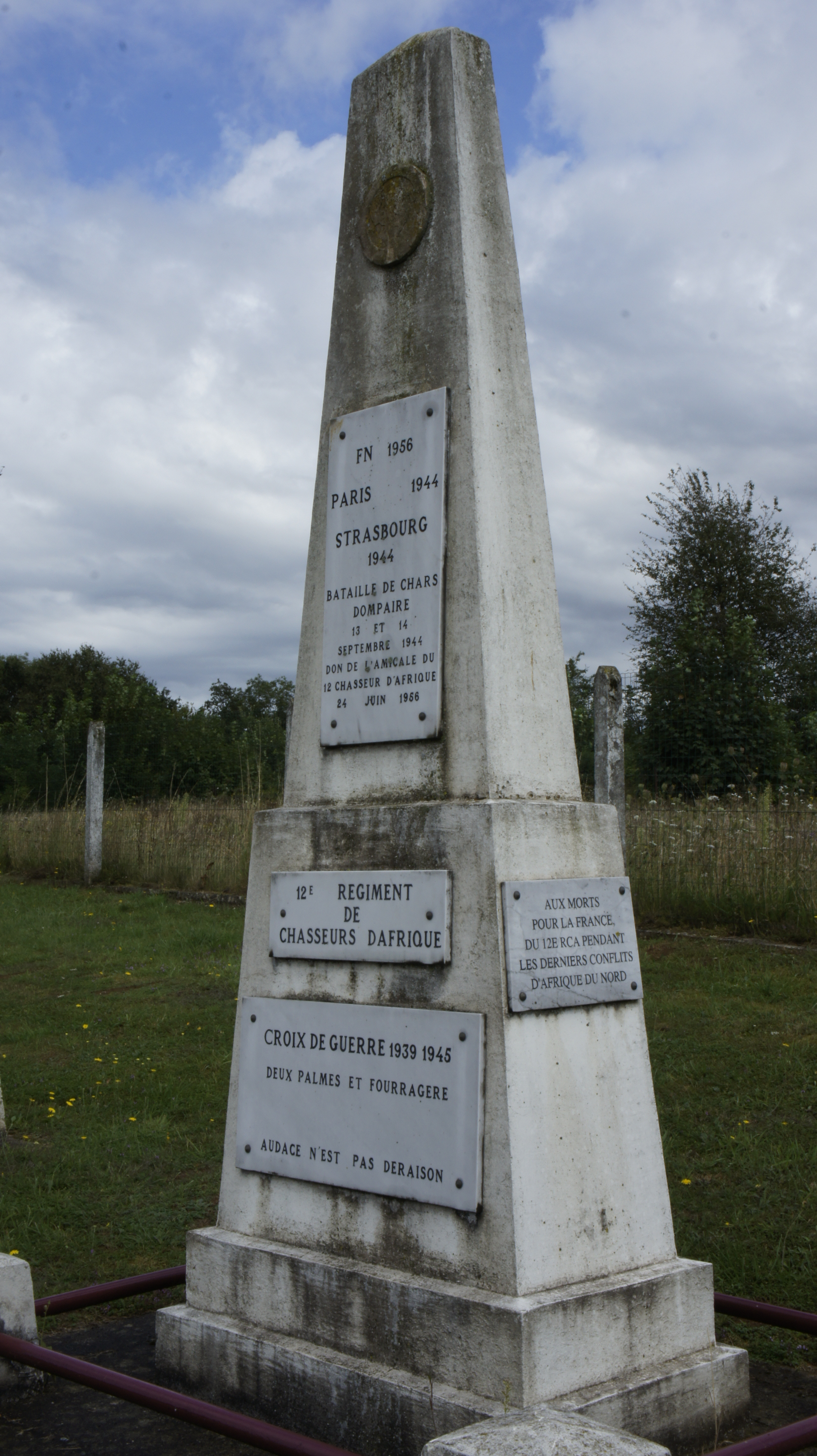
Memorial ao 12º RCA em Floing.

A partir de setembro de 1944, o esquadrão de Estado-Maior recebeu reforços de um pelotão de reconhecimento em jipes e meias-lagartas. Com a 2ª Divisão Blindada, o 12º RCA participou na libertação das cidades de Paris e Estrasburgo.
Na primavera de 1945, o regimento foi destacado para o destacamento do Exército do Atlântico do General Larminat, responsável por reduzir bolsões de resistência alemã na costa atlântica. O 12º RCA é designado para a reconquista da Ponte de la Coubre.

### De 1945 a 1963
Guarnecido em Rambouillet em 1945, o 12º RCA transferiu-se para Meknès no ano seguinte. Em 1958, deixou o Marrocos, que se tornara independente, para se instalar na Argélia em guerra. Voltando a Sissonne, foi ali dissolvido em 31 de dezembro de 1963.

### Desde 2019
Em julho de 2019, o centro de formação inicial de praças em Bitche - anteriormente vinculado ao comando de inteligência - mudou de nome e subordinação e passou a ser o CFIM da 2ª Brigada Blindada - 12º Regimento de Caçadores da África (CFIM do 2ª BB - 12º RCA). É responsável pela formação inicial dos recrutas voluntários dos regimentos da 2ª Brigada Blindada. O CFIM – 12º RCA conta com duas companhias de instrução e 49 efetivos permanentes.

## Legado

Desenho do reverso do estandarte do 12º RCA.

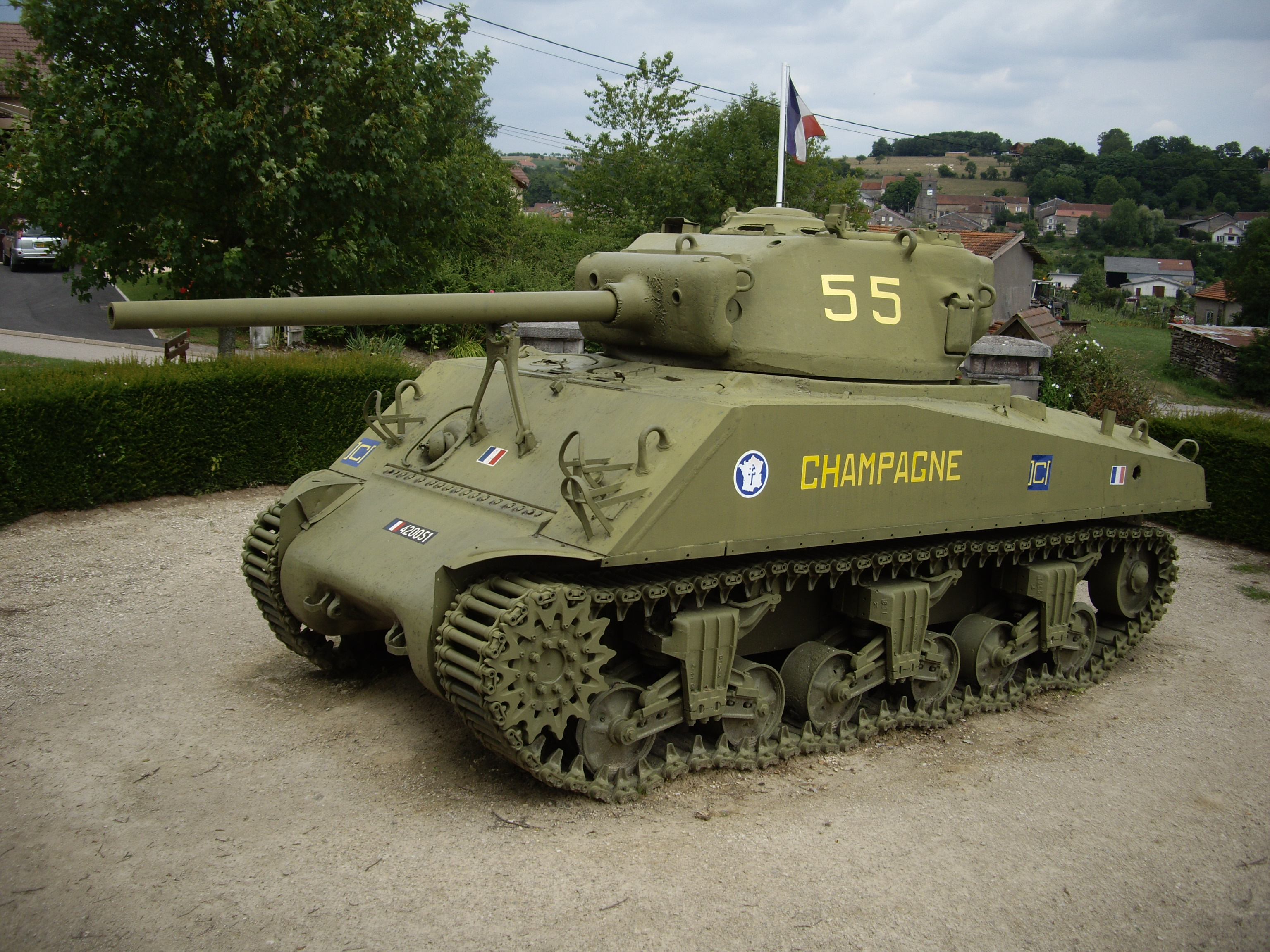
O M4A3 Champagne, notadamente com a marcação amarela sobre fundo azul indicando seu pertencimento ao 3º esquadrão do 12º RCA.

| “                                 | Regimento de elite que não cessou, desde o início da campanha, de dar provas do seu vigor e da sua magnífica resistência sob fogo. | ” |
| — General Charles de Gaulle, 1945 | |   |

### Condecorações
A gravata do estandarte regimental é condecorada com a Cruz de Guerra 1939-1945, com duas palmas (duas citações na ordem do exército). O regimento usa a fourragère nas cores da Cruz de Guerra: cores da Cruz de Guerra 1914-1918 com azeitona nas cores da Cruz de Guerra de 1939-1945.

### Estandarte
O estandarte traz, costuradas em letras douradas em suas dobras, as seguintes inscrições:
- Paris 1944
- Estrasburgo 1944
- AFN 1952-1962

### Divisa
Audácia não é irracional (em francês:  Audace n'est pas déraison).

### Marcações
No seio da 2º DB de 1943 a 1945, os veículos do 12º RCA são marcados por um C ladeado por duas barras verticais amarelas sobre fundo azul. Em cada extremidade das duas barras pode ser colocado um traço para indicar o número do esquadrão.

## Personalidades que serviram no regimento
- General Paul Girot de Langlade (1894 - 1980), criador do regimento, seu comandante e depois comandante do Grupo Tático Langlade da 2ª DB.
- Jean-Pierre Nouveau (1921-1991), combatente da resistência francesa, Companheiro da Libertação.
- Guy de Valence de Minardière (1920 - 2014), ajudante de ordens do General Leclerc, diplomata e Ministro Plenipotenciário dos Veteranos.